# Nenteriidae
Famille
Les Nenteriidae Hirschmann, 1979 sont des Acariens Mesostigmata.
Huit genres et plus de 130 espèces sont connus.

## Classification
- Austrodinychus Trägårdh, 1952
- Dobrogensisnenteria Hirschmann, 1985
- Longitrichanenteria Hirschmann, 1985
- Nenteria Oudemans, 1915 synonyme Calurodiscus Radford, 1950 nom nouveau de Urodiscus Berlese, 1916 préoccupé par Sclater 1860 (Aves)
- Perstructuranenteria Hirschmann, 1985
- Ruehmnenteria Hirschmann, 1979
- Stammernenteria Hirschmann, 1979
- Unguisnenteria Hirschmann, 1985